# Maurilia lubinata
Maurilia lubinata är en fjärilsart som beskrevs av Embrik Strand 1915. Maurilia lubinata ingår i släktet Maurilia och familjen trågspinnare. Inga underarter finns listade i Catalogue of Life.